# Holochelus lineolatus
Holochelus lineolatus är en skalbaggsart som beskrevs av Edmund Reitter 1902. Holochelus lineolatus ingår i släktet Holochelus och familjen Melolonthidae. Inga underarter finns listade i Catalogue of Life.